# Calle Dizengoff

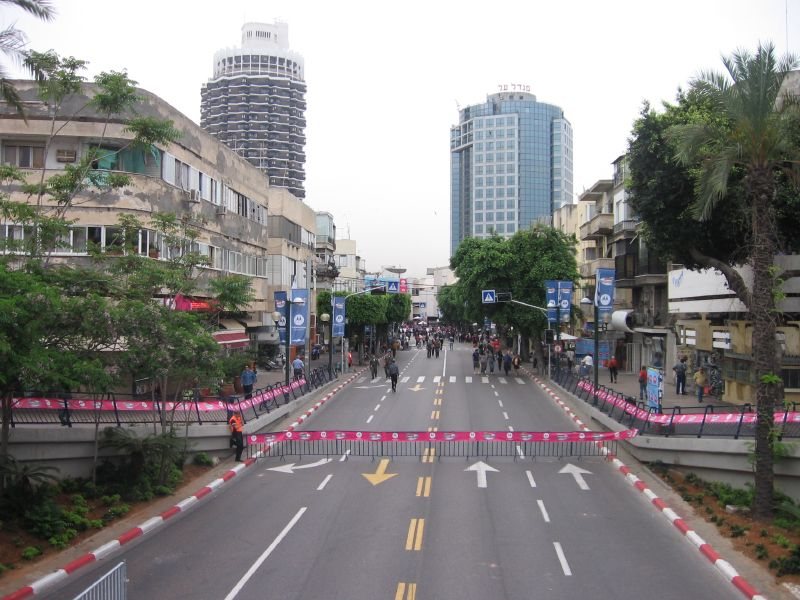
La Calle Dizengoff en 2006 antes de una Block party.

La Calle Dizengoff (en hebreo: רחוב דיזנגוף) (transliterado: Rehov Dizengoff) es una calle importante ubicada en el centro de Tel Aviv, llamada así en honor al primer alcalde de Tel Aviv, el judío Meir Dizengoff. La calle Dizengoff discurre desde la esquina de calle Ibn Gabirol en su punto más al sur hasta el Puerto de Tel Aviv en su punto más al noroeste.

## Historia

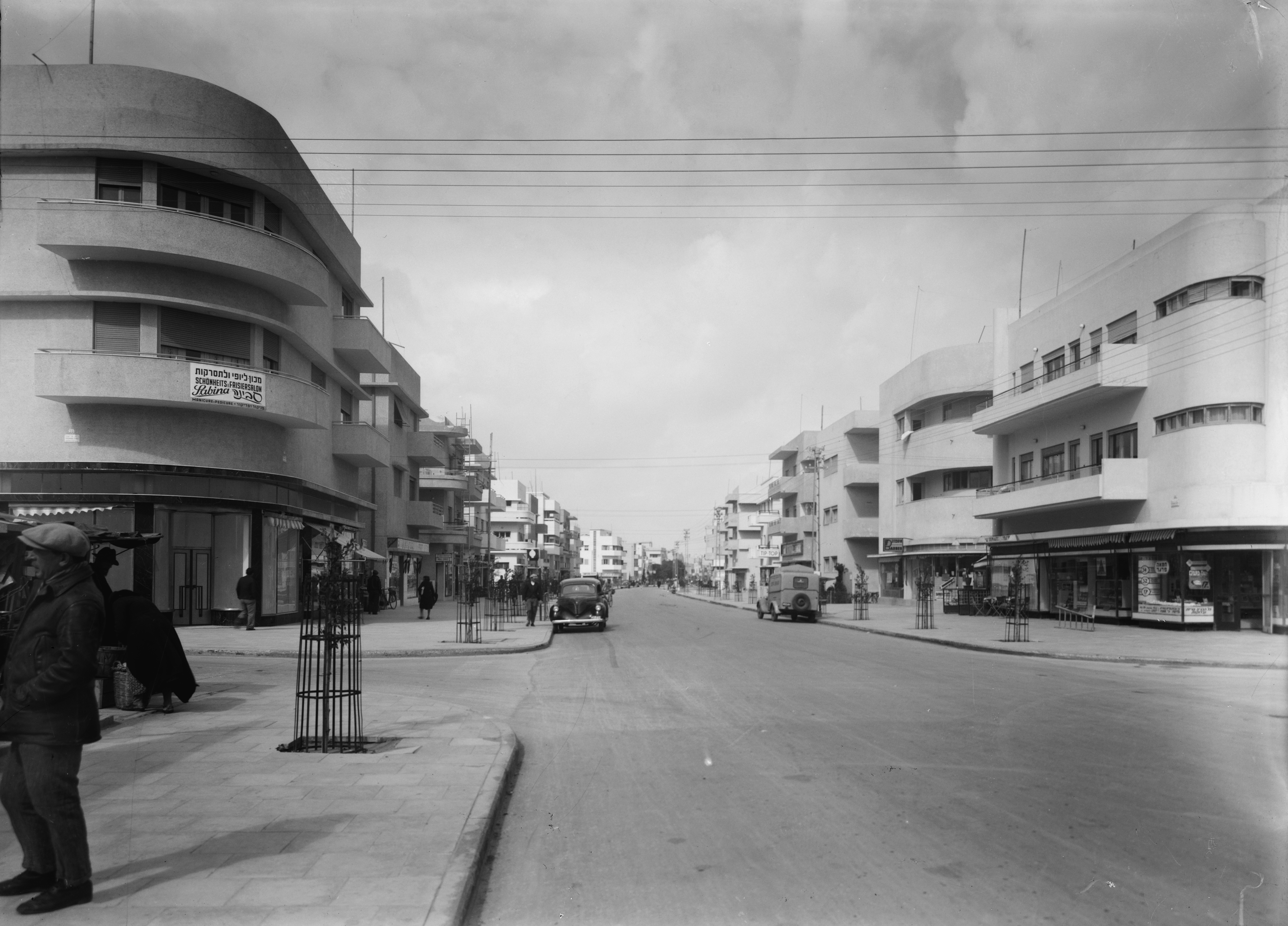
La calle en los años 1930.

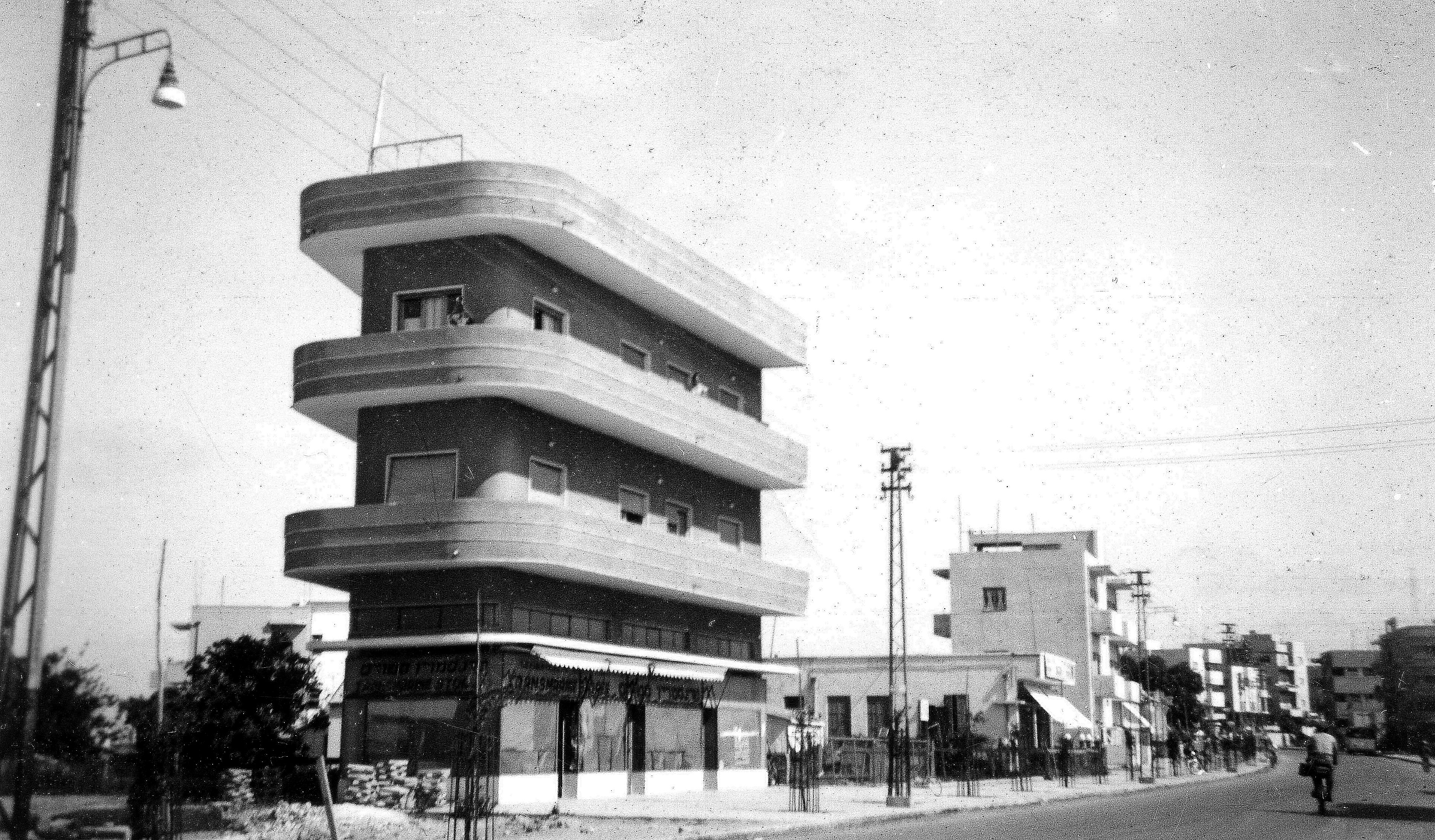
Casa Sadkin, ubicada en la calle Dizengoff.

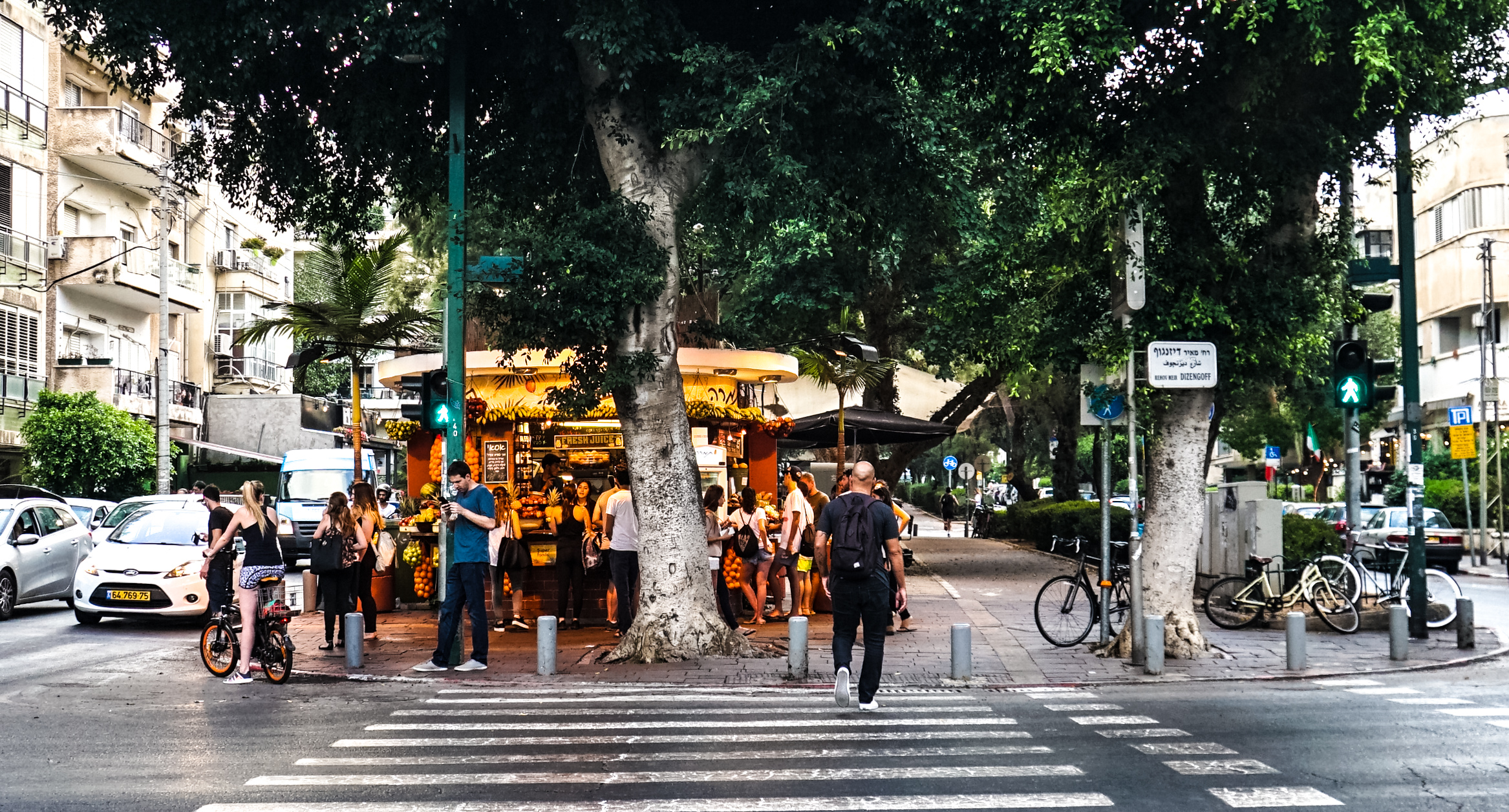
El cruce de las calles Dizengoff y Ben Gurión.

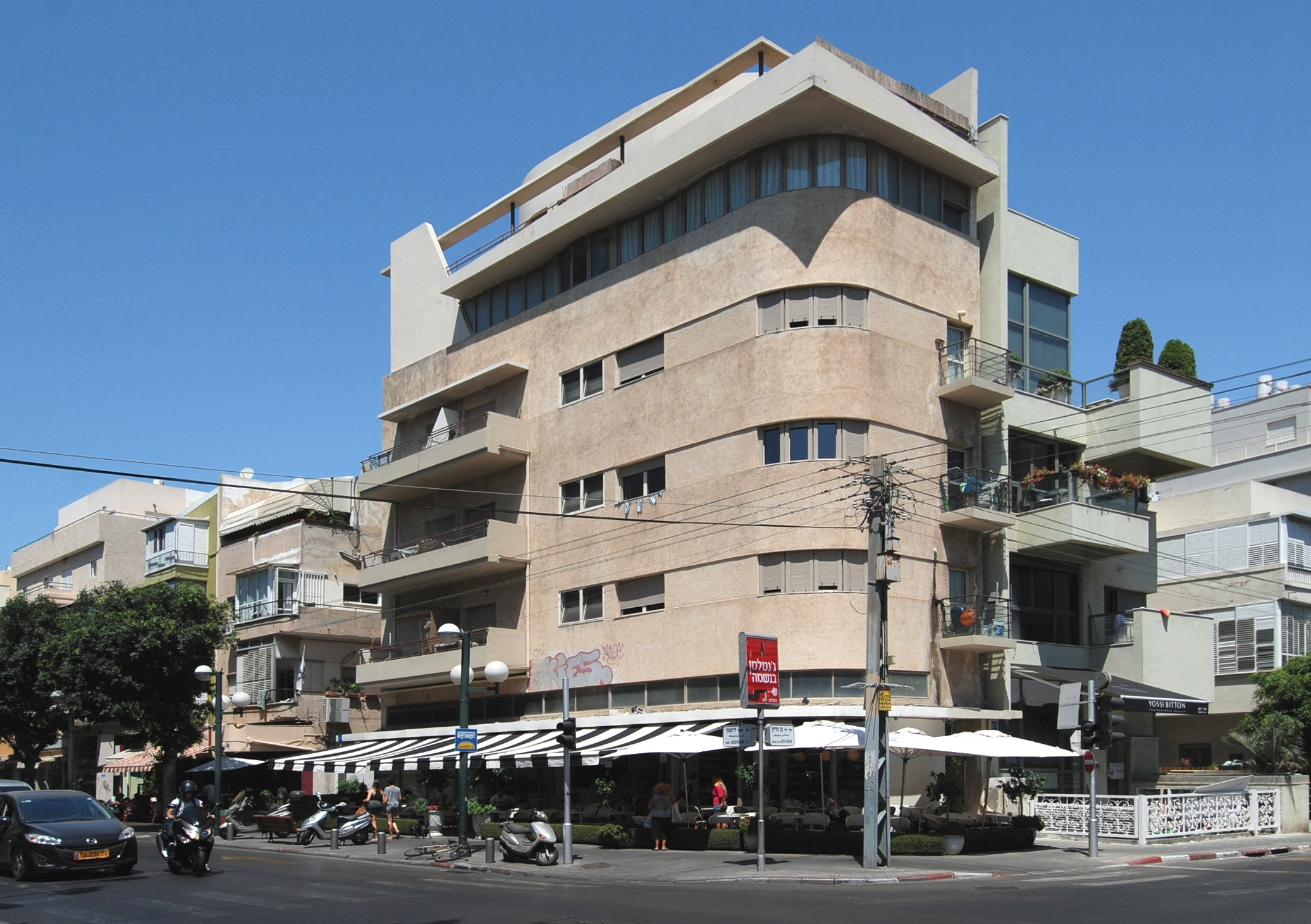
Un edificio de estilo internacional ubicado en la calle Dizengoff, en la esquina del bulevar Ben Gurión, ubicado en la Ciudad Blanca de Tel Aviv.

### Proceso de decadencia urbana
Desde la década de 1970, la calle Dizengoff ha sufrido un proceso de decadencia urbana. La llegada del centro comercial Dizengoff se cita como una de las principales razones del declive urbano, junto con los cambios en la configuración de la Plaza Dizengoff. La calle Dizengoff es una de las calles más importantes de la ciudad de Tel Aviv y ha jugado un papel esencial en el desarrollo de la ciudad. Desde la década de 1970, la calle Dizengoff ha sufrido un proceso de obsolescencia urbana.

### Tiendas de ropa
El tramo de la calle Dizengoff hacia el norte hasta la plaza Dizengoff alguna vez fue muy exclusivo, pero desde entonces ha decaído. Al norte de la plaza Dizengoff, la calle tiene algunas tiendas exclusivas que venden ropa y productos de famosos diseñadores, especialmente en la Calle Basilea, la calle tiene varias cafeterías y tiendas de ropa. Hacia el extremo sur de la calle, se encuentra la emblemática plaza Dizengoff y el centro comercial Dizengoff. 

### Atentados terroristas
El 19 de octubre de 1994, un atentado suicida contra un autobús perpetrado por Hamás, el atentado del bus de la calle Dizengoff, mató a 23 personas. El 1 de enero de 2016, un atentado terrorista islamista, el tiroteo de Tel Aviv de 2016, mató a tres personas. El 7 de abril de 2022, tres personas murieron en un tiroteo, en el atentado terrorista de Tel Aviv de 2022.  El 9 de marzo de 2023, un terrorista yihadista armado de Hamás, mató a tiros a tres personas. 

## En la cultura popular
La película Dizengoff 99 (1979), que se ha convertido en un film clásico de culto israelí, describe la forma de vida en la calle y cómo ha cambiado a lo largo de los años.